# Vitaly Grusac
Vitaly Grusac est un boxeur moldave né le 11 septembre 1977 à Grimăncăuţi.

## Carrière
Aux Jeux olympiques d'été de 2000, il combat dans la catégories des poids welters et remporte la médaille de bronze. Il participe aussi aux Jeux d'Athènes en 2004 et aux Jeux de Pékin en 2008.